# Sideritis ilicifolia
Sideritis ilicifolia là một loài thực vật có hoa trong họ Hoa môi. Loài này được Willd. miêu tả khoa học đầu tiên năm 1809.